# Arlanc
Arlanc település Franciaországban, Puy-de-Dôme megyében. Lakosainak száma 1767 fő (2022. január 1.). Arlanc Marsac-en-Livradois, Beurières, Chaumont-le-Bourg, Dore-l’Église, Mayres, Medeyrolles, Novacelles és Saint-Bonnet-le-Chastel községekkel határos.

## Népesség
A település népességének változása:
| Lakosok száma | 1920 | 1907 | 1964 | 1892 | 1854 | 1817 | 1803 | 1792 | 1767 |
|               | 2013 | 2015 | 2016 | 2017 | 2018 | 2019 | 2020 | 2021 | 2022 |